# Сан Леандро
Сан Леандро (на испански: San Leandro) е град в окръг Аламида, в района на залива на Сан Франциско, щата Калифорния, САЩ. Сан Леандро е с население от 79 452 души. (2000) Сан Леандро е с обща площ от 40,30 кв. км (15,60 кв. мили).
Районът на Сан Леандро е бил открит от испанци на 20 март 1772 г.